# Marguerite Yourcenar
Marguerite Yourcenar, pseudônimo de Marguerite Antoinette Jeanne Marie Ghislaine Cleenewerck de Crayencour (Yourcenar é um anagrama de Crayencour) (Bruxelas, 8 de junho de 1903 — Mount Desert Island, 17 de dezembro de 1987), foi uma escritora belga.

## Biografia
Marguerite Yourcenar foi educada de forma privada e de maneira excepcional: lia Jean Racine com oito anos de idade, e seu pai ensinou-lhe o latim aos oito anos e grego aos doze.
Em 1929, publicou seu primeiro romance, Alexis ou o Tratado do Vão Combate (Alexis ou le traité du vain combat) inspirado em André Gide, escrito em um estilo preciso, frio e clássico. Trata-se de uma longa carta em que um homem, músico renomado, confessa à sua esposa sua homossexualidade e sua decisão de a deixar. Após a morte de seu pai, em 1929, (depois de ter lido o primeiro romance de sua filha), Marguerite Yourcenar levou uma vida boêmia entre Paris, Lausana, Atenas, as ilhas gregas, Constantinopla e Bruxelas. Nesta época, Marguerite Yourcenar apaixonou-se pelo escritor e editor André Fraigneau.
Na década de 1930, escreveu Fogos (1936), composto por textos com inspirações mitológicas ou religiosas, em que a autora trata de diversas formas o tema do desespero amoroso e dos sofrimentos sentimentais, tema retomado mais tarde em Le Coup de grâce (1939), romance curto sobre um triângulo amoroso durante a guerra russo-polonesa de 1920. Em 1939, ela publicou Contos Orientais, com histórias que fazem referência a suas viagens. Naquele mesmo ano, dez anos depois da morte de seu pai e com a Europa conturbada pela proximidade da Segunda Guerra Mundial, ela mudou-se para os Estados Unidos, onde passou o resto de sua vida, obtendo a cidadania estado-unidense em 1947 e ensinando literatura francesa até 1949. Até 1979, Yourcenar morou com Grace Frick, professora de literatura britânica em Nova Iorque.
As suas Mémoires d´Hadrien (Memórias de Adriano), de 1951, tornaram-na internacionalmente conhecida. Este sucesso seria confirmado com L'Œuvre au Noir (A Obra ao Negro, 1968), uma biografia de um herói do século XVI, chamado Zénon, atraído pelo hermetismo e a ciência. Publicou ainda poemas, ensaios (Sous bénéfice d'inventaire, 1978) e memórias (Archives du Nord, 1977), manifestando uma atracção pela Grécia e pelo misticismo oriental patente em trabalhos como Mishima ou La vision du vide (1981) e Comme l´eau qui coule (1982).
Marguerite Yourcenar foi a primeira mulher eleita à Academia Francesa de Letras, em 1980, após uma campanha e apoio activos de Jean d'Ormesson, que escreveu o discurso de sua admissão.

## Obras
| nº | Título em Português                                 | Título original                                    | Tradutor(a)                                                                       | Coleção                                         | Ano       |
| -- | --------------------------------------------------- | -------------------------------------------------- | --------------------------------------------------------------------------------- | ----------------------------------------------- | --------- |
| 01 | O Jardim das Quimeras                               | Le jardin des chimères                             |                                                                                   |                                                 | (1921)    |
| 02 | Alexis ou o tratado do vão combate                  | Alexis ou le traité du vain combat                 | Martha Calderaro                                                                  |                                                 | (1929)    |
| 03 |                                                     | La nouvelle Eurydice                               |                                                                                   | romance                                         | (1931)    |
| 04 | Denário do sonho                                    | Denier du rêve                                     | Ivo Barroso                                                                       |                                                 | (1934)    |
| 05 | Fogos                                               | Feux                                               | Martha Calderaro                                                                  | poemas em prosa                                 | (1936)    |
| 06 | Contos orientais                                    | Nouvelles orientales                               | Martha Calderaro (Br)/Gaétan Martins de Oliveira (Portugal)                       | Biblioteca de bolso Dom Quixote - Literatura; 6 | (1938)    |
| 07 |                                                     | Les songes et les sorts                            |                                                                                   |                                                 | (1938)    |
| 08 | Golpe de misericórdia                               | Le coup de grâce                                   | Ivo Barroso                                                                       |                                                 | (1939)    |
| 09 | Memórias de Adriano                                 | Mémoires d'Hadrien                                 | Martha Calderaro                                                                  |                                                 | (1951)    |
| 10 |                                                     | Électre ou La chute des masques                    |                                                                                   |                                                 | (1954)    |
| 11 | Brasil: A obra em negro / Portugal: A Obra ao Negro | L'Œuvre au noir                                    | Ivan Junqueira (Br) António Ramos Rosa, Luisa Neto Jorge E Manuel João Gomes (Pt) |                                                 | (1968)    |
| 12 | Recordações de família                              | Souvenirs pieux                                    | Martha Calderaro                                                                  | O Labirinto do Mundo (autobiografia vol. 1)     | (1974-77) |
| 13 | Arquivos do Norte                                   | Archives du Nord                                   | Tati de Moraes                                                                    | O Labirinto do Mundo: (autobiografia vol. 2)    | (1977)    |
| 14 | Notas a margem do tempo                             | Sous bénéfice d'inventaire                         | Vera de Azambuja Harvey e Ecila de Azeredo                                        |                                                 | (1978)    |
| 15 | Mishima ou A Visão do Vazio                         | Mishima ou la vision du vide                       | Mauro Pinheiro (Br)/Manuel Alberto (Pt)                                           | (ensaio)                                        | (1981)    |
| 16 | Como a água que corre                               | Comme l´eau qui coule                              | Ivan Junqueira                                                                    |                                                 | (1981)    |
| 17 | O Tempo, Esse Grande Escultor                       | Le temps ce grand sculpteur                        | Ivo Barroso                                                                       |                                                 | (1983)    |
| 18 | A eternidade, o que é?                              | Quoi? L'Éternité                                   | Tati Moraes; rev. da trad. Lucia Alves                                            | O Labirinto do Mundo: (autobiografia vol. 3)    | (1988)    |
| 19 | Peregrina e estrangeira : ensaios                   | En pèlerin et en étranger                          | Myriam Campello                                                                   | (ensaio)                                        | 1989      |
| 20 | A volta da prisão                                   | Le Tour de la prison                               | Maria Luiza X. de A. Borges                                                       | (ensaios, viagens)                              | (1991)    |
| 21 | Conto azul e outros contos                          | Conte bleu suivi de le premier soir et de maléfice | Joana Angelica d'Avila Melo                                                       |                                                 | (1993)    |
| 22 |                                                     | D'Hadrien à Zénon: correspondance, 1951-1956 (a)   |                                                                                   |                                                 | (2004)    |

(a)  Paris: Gallimard. 630 p. Texto compilado e comentado por Colette Gaudin e Rémy Poignault; com a colaboração de Joseph Brami e Maurice Delcroix; edição coordenada por Élyane Dezon-Jones e Michèle Sarde; pref. de Josyane Savigneau.

## A Fundação Marguerite Yourcenar
A Fundação Marguerite Yourcenar, sob égide da Fondation de France, foi criada em 1982, por iniciativa de Marguerite Yourcenar. Esta fundação tem como objetivo proteger a fauna e a flora selvagens, e contribuiu para a criação de uma reserva natural nos Monts de Flandre.